# Coonawarra
Coonawarra – niewielki obszar położony w centrum regionu Limestone Coast w Australii Południowej, z którego pochodzi wiele znakomitych czerwonych win. Charakterystyczną cechą tego rejonu jest gleba terra rossa – czerwona, urodzajna gleba o głębokości ok. 1 m leżąca na podłożu skał wapiennych.